# Marie-Amélie de Bourbon-Siciles
Pour les articles homonymes, voir Amélie de Bourbon.
Titre
Reine des Français
9 août 1830 – 24 février 1848
(17 ans, 6 mois et 15 jours)
Signature
Marie-Amélie de Bourbon-Siciles est une princesse de Naples et de Sicile, devenue reine des Français, née à Caserte (royaume de Naples) le 26 avril 1782 et morte à Claremont (Royaume-Uni) le 24 mars 1866.
Membre du rameau italien de la maison de Bourbon-Anjou, Marie-Amélie intègre, en se mariant en 1809 au premier prince du sang Louis-Philippe d'Orléans, la branche cadette de la maison de France. D'abord duchesse d'Orléans, elle devient la seconde reine des Français lorsque son époux accède au trône en 1830 sous le nom de Louis-Philippe Ier. Elle est la dernière reine qu'ait connue la France.

## Biographie

### Famille et jeunes années
Maria Amalia Teresa di Borbone naît au palais de Caserte, près de Naples. Elle est la dixième des dix-huit enfants du roi Ferdinand de Naples et de Sicile (1751-1825) et de la reine Marie-Caroline d'Autriche (1752-1814), elle-même sœur aînée de la reine de France Marie-Antoinette.
Marie-Amélie est donc la nièce par alliance de Louis XVI et la cousine germaine de Louis XVII et de Madame Royale. Elle est également la tante de l'impératrice des Français Marie-Louise et de la duchesse de Berry.
Les jeunes filles de son époque et de son rang apprenaient à faire noble figure, parler le français, l'anglais, un peu d'espagnol et d'allemand, pour pouvoir tenir le cercle, échanger quelques paroles avec des courtisans, des ambassadeurs. Elles avaient de sérieuses notions d'histoire, elles apprenaient aussi la généalogie ainsi que d'excellentes leçons de maintien et s'exerçaient aux arts d'agrément. À leur éducation s'ajoutait l'exercice constant de la charité, une aménité parfaite, une grande dévotion et on leur inculquait une profonde aspiration au bien.

### Mariage avec le duc d'Orléans

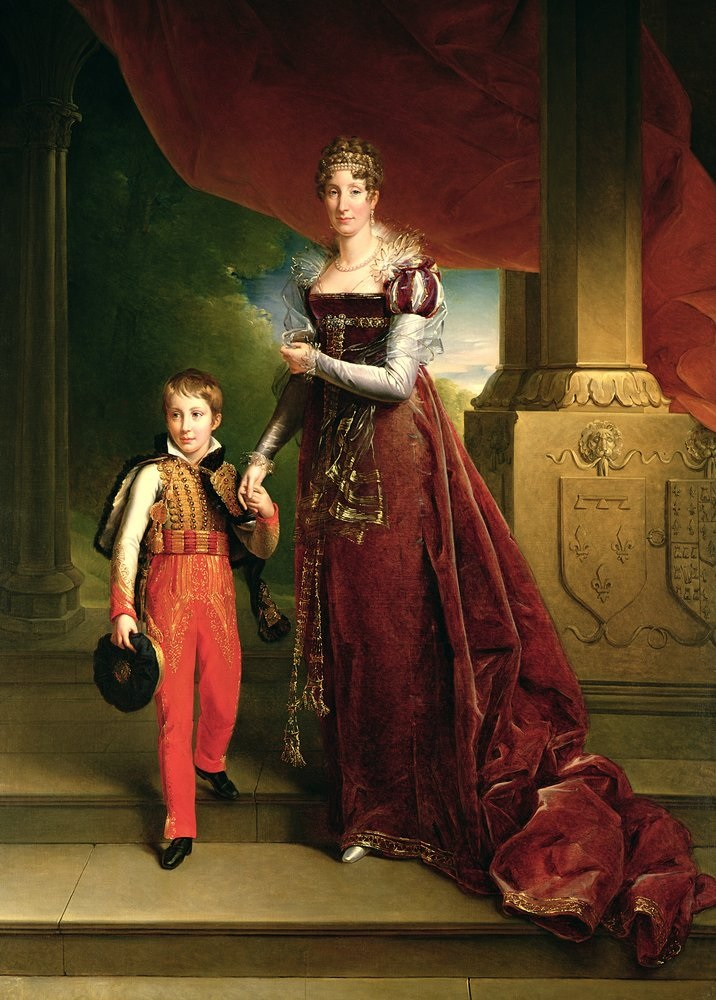
Marie-Amélie, duchesse d'Orléans, avec son fils le duc de Chartres.

Le 25 novembre 1809 à Palerme, elle épouse son lointain cousin Louis Philippe, duc d'Orléans (1773-1850), fils aîné du défunt Philippe Égalité et de Marie-Adélaïde de Bourbon (fille du duc de Penthièvre, ce dernier fils du comte de Toulouse, bâtard du roi Louis XIV et de sa maîtresse Madame de Montespan). Pour un prince issu d'une lignée cadette sans perspective d'élévation au trône, vivant en exil depuis près de vingt ans, et par surcroît fils d'un régicide, c'est une union particulièrement brillante. Pour ces raisons, la reine Marie-Caroline est circonspecte quant à ce mariage, mais finit par donner son consentement lorsque le duc d'Orléans l'assure de sa détermination à réparer les erreurs de son père.
Les premières années de leur mariage se passent à Palerme, au palais d'Orléans : le duc et la duchesse vivent aux côtés de la famille royale sicilienne, sous la protection de la flotte britannique. Trois premiers enfants naissent en Sicile, avant que la famille ne revienne en France.
En effet, en 1814, lorsque l'Empire s'effondre et que la monarchie est rétablie en France, Louis-Philippe et Marie-Amélie retrouvent leur rang au sein de la famille royale.

### Reine des Français
En juillet 1830, alors que les Trois Glorieuses chassent Charles X du trône, le duc d'Orléans apparaît comme une alternative entre la monarchie et la république. La belle-sœur de Marie-Amélie, Adélaïde, pousse ainsi son frère à se positionner comme le chef de file d'une monarchie constitutionnelle et modérée, qui pourrait réunir les Français.
Marie-Amélie n'approuve pas, quant à elle, les manœuvres politiques de son époux : elle demeure fidèle à la branche aînée des Bourbons, refuse au nom de son mari la couronne qu'est venu leur proposer une délégation menée par Adolphe Thiers, et aurait décrit, en larmes, l'élévation au trône de Louis-Philippe comme une catastrophe, craignant notamment qu'on le qualifie d'usurpateur.
Le 24 août 1837, la reine Marie-Amélie inaugure avec ses fils la première voie ferrée transportant des voyageurs en France, la ligne de Paris à Saint-Germain-en-Laye. Son époux est retenu par quelques ministres qui ne veulent pas l'exposer aux risques du voyage.
En 1840, Marie-Amélie donne son nom à la ville des Bains d'Arles, renommée Amélie-les-Bains, dans les Pyrénées-Orientales. La Reine Amélie découvre plus tard les Bains d'Arles en 1848, sans doute grâce à l'invitation du général Boniface de Castellane, gouverneur militaire du Roussillon. Elle en devient alors une propagandiste enthousiaste,.

### Après la révolution

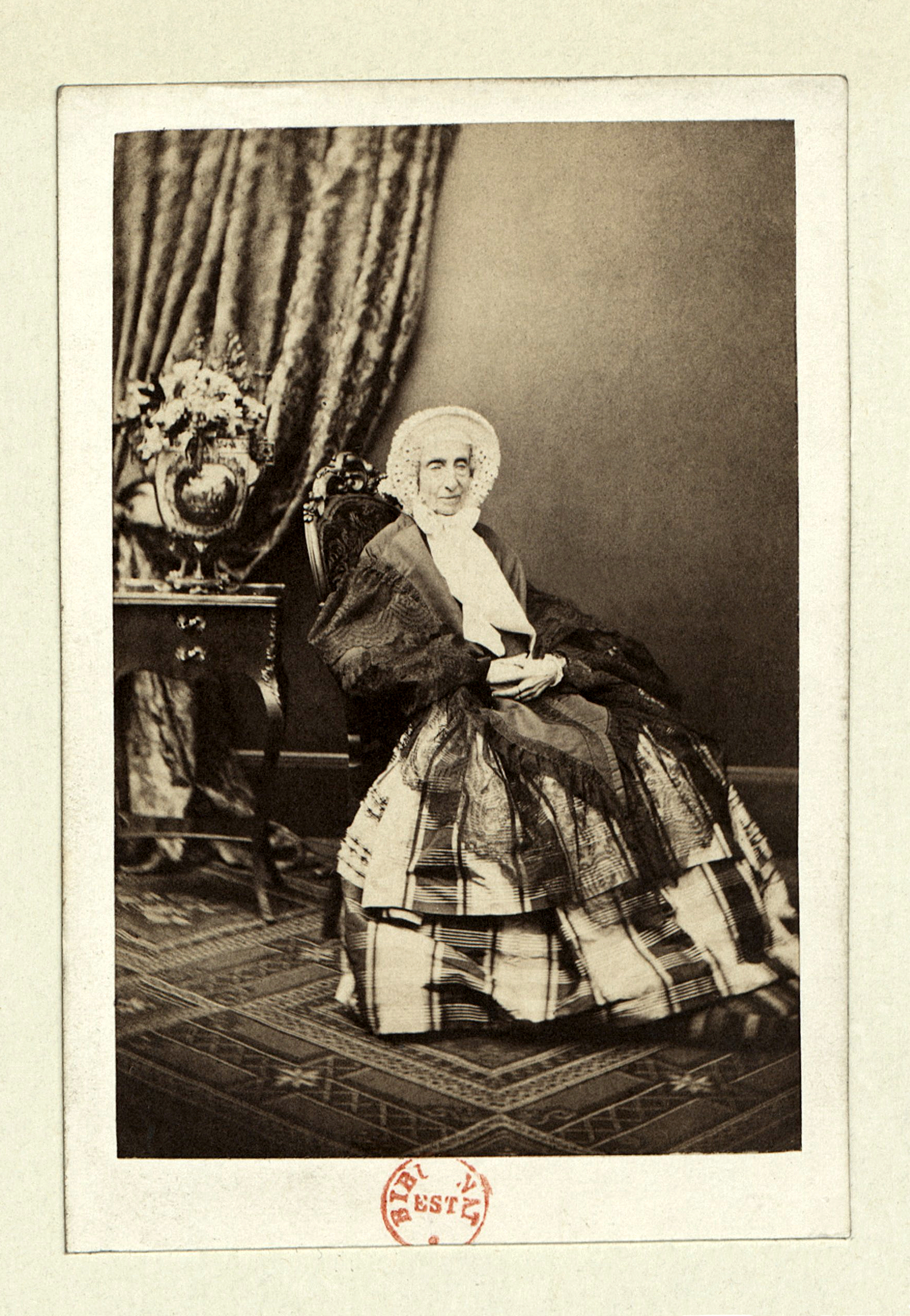
La reine Marie-Amélie vers 1860 à Londres, photographie d'Antoine Claudet.

Après la révolution de 1848, elle s'exile avec son époux au Royaume-Uni, à Claremont, dans le Surrey, sous le titre de courtoisie de « comtesse de Neuilly ».
Le peintre Ary Scheffer fit son portrait en deuil (1857) après la mort du roi Louis-Philippe (plusieurs versions : Musée Condé, Chantilly ; Musée de la vie romantique, Paris ; Musée Louis-Philippe du château d'Eu et de sa belle-fille la duchesse de Nemours. Le peintre Charles Jalabert a peint également un portrait qui est exposé au musée Condé.

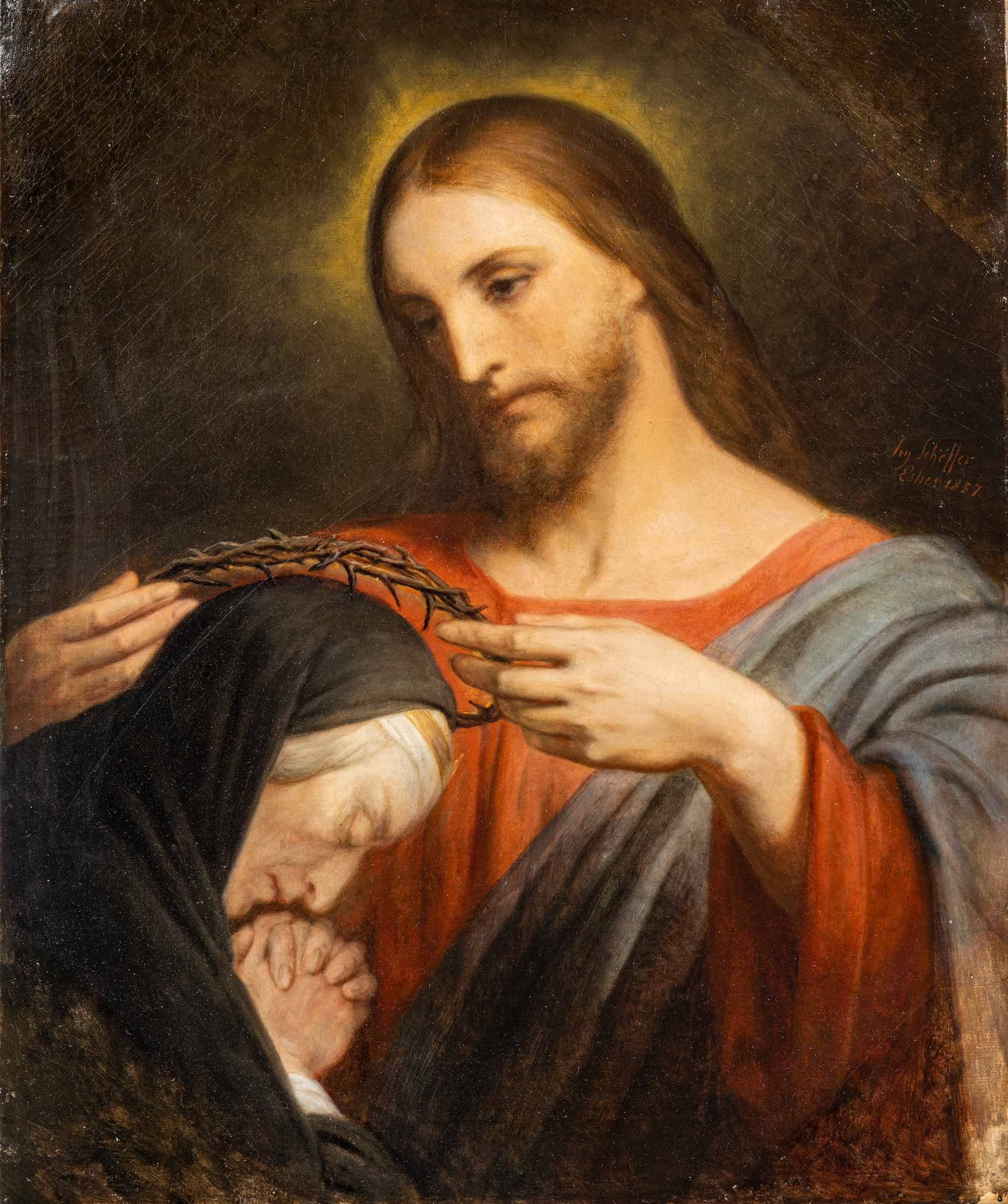
Ary Scheffer, Le Christ couronnant d’épines la reine Marie-Amélie, 1857.

Elle survécut seize ans à son époux.
S'imposant par sa dignité mais aussi l'affection qu'elle leur portait, elle consacra sa vie à ses petits-enfants et arrière-petits-enfants, notamment les petits princes belges. C'est la reine Marie-Amélie qui demanda à son petit-fils, le futur Léopold II de Belgique, de prénommer sa fille aînée Louise en hommage à sa mère trop tôt disparue.
La reine pallia également l'absence prématurée de la duchesse de Nemours décédée en 1857 et de la princesse royale décédée en 1858.
Ses petits-enfants contractèrent des unions selon leur rang dont certaines furent particulièrement brillantes : Charlotte de Belgique épousa en 1857 Maximilien d'Autriche, frère cadet de l'empereur François-Joseph. Soutenu par Napoléon III, le couple se vit confier la couronne impériale du Mexique. Cette aventure tourna rapidement à la tragédie. Charlotte chercha en vain du soutien auprès des souverains européens et devint folle, Maximilien fut fusillé par les rebelles quelques mois après la mort de la reine Marie-Amélie.
Dans le même temps, le jeune duc d'Orléans, prétendant à la couronne française, et son frère cadet, pouvant difficilement s'allier dans les maisons européennes, épousèrent des cousines issues de leur Maison. Le fils cadet du duc de Nemours, Gaston, comte d'Eu épousa en 1864 Isabelle de Bragance, princesse royale de Brésil, Philippe de Wurtemberg épousa une archiduchesse d'Autriche.

### Mort et inhumation
La reine Marie-Amélie mourut le 24 mars 1866 à l'âge de 83 ans, suivie de peu par son petit-fils, le prince de Condé, profondément affecté par la mort de sa grand-mère.
Elle fut inhumée dans la chapelle Saint-Charles Borromée à Weybridge, auprès de son époux. En 1876, leurs corps furent ramenés à la chapelle royale Saint-Louis, nécropole familiale à Dreux où le sculpteur Antonin Mercié réalisa leur monument funéraire.

## Descendance
Marie-Amélie a donné dix enfants à son mari :
1. Ferdinand-Philippe (1810-1842), prince du sang, duc de Chartres, devient prince royal et duc d'Orléans, épouse en 1837 Hélène de Mecklembourg-Schwerin ;
2. Louise-Marie (1812-1850), princesse du sang, devient princesse Louise d'Orléans, épouse en 1832 le roi des Belges Léopold Ier (1790-1865) ;
3. Marie (1813-1839), princesse du sang, devient princesse Marie d'Orléans épouse en 1837 le duc Alexandre de Wurtemberg (1804-1881) ;
4. Louis (1814-1896), prince du sang, duc de Nemours ; épouse en 1840 Victoire de Saxe-Cobourg-Kohary (1822-1857)
5. Françoise (1816-1818), princesse du sang ;
6. Clémentine (1817-1907), princesse du sang, devient princesse Clémentine d'Orléans ; épouse en 1843 Auguste de Saxe-Cobourg-Kohary, prince de Saxe Cobourg Gotha et duc en Saxe ;
7. François (1818-1900), prince du sang, prince de Joinville ; épouse en 1843 Françoise du Brésil, fille de l'empereur Pierre Ier du Brésil (plus tard roi Pierre IV du Portugal) et de sa première épouse, l'archiduchesse Marie-Léopoldine d'Autriche.
8. Charles (1820-1828), prince du sang, duc de Penthièvre ;
9. Henri (1822-1897), prince du sang, duc d'Aumale ; épouse en 1844 Marie-Caroline de Bourbon-Siciles
10. Antoine (1824-1890), prince du sang, duc de Montpensier, devient infant d'Espagne, épouse en 1846 Louise-Fernande de Bourbon, sœur de la reine Isabelle II.

## Titulature et décorations

### Titulature
- 26 avril 1782 — 25 novembre 1809 : Son Altesse Royale Marie-Amélie de Bourbon, princesse de Naples et de Sicile
- 25 novembre 1809 — 9 août 1830 : Son Altesse Royale la duchesse d'Orléans
- 9 août 1830 — 24 février 1848 : Sa Majesté la reine des Français
- 24 février 1848 — 24 mars 1866 : Sa Majesté la reine Marie-Amélie, comtesse de Neuilly

### Décorations dynastiques étrangères
- Dame de l'ordre de la Croix étoilée (maison de Habsbourg)
- Dame de l'ordre de la Reine Marie-Louise (royaume d'Espagne, 5 février 1802)
- Dame grand-croix de l'ordre impérial de Saint-Charles (empire du Mexique, 1866)

## Télévision
En 2018, un documentaire-fiction, intitulé Louis-Philippe et Marie-Amélie, notre dernier couple royal, lui est consacré dans le cadre de l'émission Secrets d'Histoire, présentée par Stéphane Bern.